# Solitary
«Solitary» es el episodio número nueve de la primera temporada de Lost. Sayid cae prisionero de una misteriosa mujer que aparentemente vive en la Isla. Además, Hurley construye un campo de golf para ayudar a que los supervivientes se distraigan después de los últimos traumáticos acontecimientos. El flashback de este episodio está centrado en Sayid, en su carrera y en su enamorada Nadia.

## Trama

### Flashback
En una sala de interrogatorios en Irak, un Sayid más joven y uniformado trabaja sobre un prisionero atado a una silla. Le golpea salvajemente hasta que la víctima confiesa. El superior de Sayid, Omar, está tan impresionado que le asciende, y mientras bromean fuera de la sala de torturas, guardias pasan delante de ellos con una mujer prisionera. Ella y Sayid parecen reconocerse, pero antes de que puedan hacer nada, se la llevan.
Ahora en una sala, tiene un nuevo prisionero al que interrogar, pero cuando entra para empezar sus preguntas, descubre que no es cualquier prisionero: es la mujer con la que se cruzó antes. Llama a Sayid por su nombre de pila y nos enteramos de que crecieron juntos, cuando él la conocía como Nadia. Ella se pregunta cómo el niño que le gustaba tanto se ha podido poner al servicio de Saddam Hussein. Le enseña las cicatrices que ha sufrido en otros interrogatorios y le dice que no le dirá nada. Sayid le dice "Entonces voy a hacerte daño", a lo que Nadia contesta con un "lo sé". Nadia le repite a Sayid que no le dirá nada
Sayid entra en la celda de Nadia con comida y lo que parece verdadera preocupación por ella. Le enseña una serie de fotos y le ruega que simplemente asienta cuando vea al que le ayudó a preparar el bombardeo que está investigando. Si hace eso, le asegura que la liberará. Aunque podemos ver su cariño por Sayid, Nadia dice que no lo hará.
A Sayid le han ordenado disparar a Nadia. Discute con ella de nuevo, pero Omar le ordena que acabe con eso, han pasado meses y no les ha dicho nada. Sayid conduce a Nadia con la guardia armada hacia la sala de fusilamiento. Cuando llegan, hace retirarse a los guardias, diciéndoles que él se hará cargo. Cuando nadie los ve, desata a Nadia y la lleva a la puerta. Le dice que hay un camión fuera que partirá hacia Bagdad en unos minutos. Si se da prisa, puede esconderse detrás y escapar antes de que nadie lo note. Mientras acaba de desatarla, Omar aparece por detrás, pidiendo explicaciones sobre lo que está pasando. La cara de Sayid le responde a la pregunta y Omar saca la pistola, mientras Sayid le apunta y dispara con la suya. Nadia le suplica a Sayid que vaya con ella, pero él le dice que no puede. Si deserta, las fuerzas de Saddam matarán a toda su familia. Nadia logra escribir algo en la parte de atrás de la foto que Sayid lleva encima todo el episodio, y después sale por la puerta.

### Acontecimientos en tiempo real
Sayid se sienta solo en una parte desconocida de la playa. Mira a la foto de la mujer árabe que Claire le devolvió en Walkabout. Tras pasar sus dedos con cariño sobre la foto y volverla a meter en su bolsa, Sayid se levanta para seguir su camino. Pero algo hace que se detenga. Un vistazo más cercano revela que es un trozo de cable saliendo de la arena. Sayid tira del cable, levantándolo de la arena, y ve que lleva hacia la selva.
En nuestra playa, Kate le dice a Jack que está preocupada por Sayid. Han pasado dos días desde que se fue. Jack le dice que es un soldado entrenado y puede cuidar de sí mismo.
En la selva, Sayid sigue el rastro del cable hasta que ve algo que le hace pararse en seco. Allí, escondido en el suelo de la jungla, hay un cepo. Sayid pasa cuidadosamente sobre la trampa para descubrir que el cable y el cepo estaban colocados pretendiendo que él hiciera exactamente eso. Es lanzado por los aires y golpeado contra un árbol, dañándose la pierna contra una rama. Se queda colgando del árbol durante mucho tiempo, rezando en silencio, cuando oye algo que se acerca. Entre el miedo y la esperanza, grita pidiendo ayuda. La cuerda que le sujeta es cortada con un golpe de machete y Sayid se estrella contra el suelo. Puede ver la silueta de alguien acercándose a él antes de desmayarse. Hurley le dice a Jack que cada uno necesita relajarse, si quieren vivir tranquilos en la isla
En las cuevas, Jack les da comida a los supervivientes. Hurley le comenta que todo el mundo está muy bajo de moral. Jack le dice que por lo menos han sobrevivido y que deberían estar contentos por eso, "las cosas podrían ser peores". Hurley: "¿Cómo?".
Sayid va recuperando la consciencia poco a poco y oye la voz de una mujer preguntando "¿Dónde está Alex?". Cuando Sayid no contesta, la figura entre las sombras enciende un interruptor y la electricidad surge del somier de cama al que está atado Sayid. Su cuerpo se arquea en respuesta al dolor. Sayid le suplica que pare y le dice que no sabe quién es Alex, pero ella pulsa el interruptor de nuevo y las bombillas se oscurecen mientras el voltaje es utilizado para fines más dolorosos.
Ha caído la noche en las cuevas y Hurley se despierta cuando Locke vuelve al campamento con más equipaje que él y otro superviviente. MIentras dejan a Hurley decidiendo qué objetos son servibles, Walt se despierta y le pregunta a Locke si puede ir a cazar con él. Antes de que Locke pueda contestarle, Michael se despierta y contesta por él: "Ni bromeando".
Hurley revela su campo de golf
Volvemos con Sayid en medio de otra descarga eléctrica. Suplica a su captor, diciendo que no sabe quién es Alex. Sobrevivió a un accidente aéreo y oyó una llamada de auxilio que dejó una mujer francesa, y que ha estado repitiéndose durante 16 años. Cuando su captor repite la llamada de auxilio nos damos cuenta de que Sayid ha sido capturado por la mujer francesa. Cuando aparece en el plano y revela sus ojos salvajes, le dice a Sayid que sabe quién es y le deja inconsciente de nuevo.
La mujer francesa quiere saber si la mujer de la foto está en la isla. Sayid le dice que murió por su culpa. Su confesión parece que conecta de alguna forma con la mujer francesa, que le dice que su nombre es Danielle y que sabe lo que es perder a alguien amado. Sayid le pregunta si se refiere a Alex, pero ella dice que era Robert, un científico que quedó atrapado con Danielle en la isla cuando su barco de investigación se hundió hace años.
Rousseau explica cómo llegó a la isla
Mientras, en las cuevas, Michael está enseñándole a Jack su ingenioso diseño para un sistema de duchas cuando Charlie les arrastra a una colina con hierba sobre el mar donde se encuentran con algo totalmente inesperado, incluso para esta isla. Entre los restos del avión había una bolsa con palos de golf y Hurley ha estado ocupado construyendo un primitivo campo de golf de dos hoyos para animar a la gente.
De nuevo en el entorno de Danielle, le enseña a Sayid una cajita musical rota, que Robert le regaló. Sayid se ofrece a arreglarla, si le desata las manos. Ella se acerca a un armario y coge una vieja jeringuilla, limpiando la punta con papel. Sayid le suplica que no lo haga, pero ella le coge por la pierna y le pincha. Cuando recobra la consciencia, Sayid está encadenado a una mesa por los pies y la caja de música está esperando ante él. Ella menciona la presencia de "Los Otros", pero cuando Sayid le pregunta si ha visto realmente a otra gente en la isla, ella dice que no. De todas formas, dice que los oye en la selva... susurran. Kate y Jack charlan en el campo de golf.
Sayid usa las herramientas que Danielle le ha dado para trabajar en los mecanismos de la cajita y pronto funciona como nueva. Danielle se deja llevar por la alegría de la música, y Sayid le pide que le deje ir. Ahora se da cuenta de que debe volver con sus amigos. Si tienen alguna esperanza de ser rescatados, deben trabajar juntos. Danielle le dice que no puede irse, que le necesita si quiere sobrevivir, y mientras discuten, oyen un amenazante rugido. Danielle decide entrar en acción inmediatamente, cogiendo su rifle, un cuchillo y munición extra. "Si tenemos suerte, es uno de los osos" dice. Sayid le pide que le desate para poder ir con ella. Ella le dice que no, sabe que se escapará. Mientras sale del escondrijo, Sayid le advierte que podría ser el monstruo. Danielle le mira con una mezcla entre compasión y seguridad. "Los monstruos no existen", dice. En cuando sale de allí, Sayid abre la mano para revelar un pequeño destornillador que ha logrado esconder sin que Danielle le viera. Lo usa para liberarse y recoge sus cosas rápidamente. Coge los mapas de la mesa, los mete en su mochila y coge el rifle de sobra antes de salir corriendo.
Sayid camina a través de la selva
En la selva, Sayid avanza todo lo rápido que puede con su pierna herida. Oye que algo se acerca y se esconde justo a tiempo para ver a Danielle, que le busca. Logra sorprenderla y le dice que tire el arma, pero Danielle no le escucha. Sayid le dice que si no tira el arma, tendrá que dispararla, pero ella le sigue apuntando. Sayid se ve obligado a apretar el gatillo y... no pasa nada. Danielle le dice que le ha quitado el percutor al arma y no puede dispararla. Tras un apasionado intercambio de opiniones entre ellos, Danielle le deja ir, pero rehúsa a acompañarle. Sayid tiene una última pregunta antes de irse: "¿Quién es Alex?". Con una mirada triste Danielle contesta: "Alex era mi hija".
Mientras, en el valle, todo el campamento está presenciando "el primer Open Isleño", en el que se baten Jack, Charlie y Michael. La gente se ríe por primera vez desde el accidente. Incluso Sawyer comparte el momento con el resto. Pero no todo el mundo está en el torneo. Mientras Locke practica tirando sus cuchillos contra un árbol, Walt sale de entre los arbustos. Le pide a Locke que le enseñe. Tras pensárselo un momento, Locke gira el cuchillo y se lo da a Walt. Tras cogerlo, nos quedamos preguntándonos a dónde conducirá eso.
Cae la noche y Sayid intenta volver a la playa. El viento sopla a su alrededor y por un momento cree que oye algo, unas voces... susurros. De nuevo nos quedamos con la duda de si su mente le está confundiendo, o si realmente hay algo ahí fuera.

## Reparto

### Protagonistas principales
- Matthew Fox como Jack Shephard
- Evangeline Lilly como Kate Austen
- Josh Holloway como James “Sawyer” Ford
- Jorge García como Hugo”Hurley” Reyes
- Terry O'Quinn como John Locke
- Naveen Andrews como Sayid Jarrah
- Maggie Grace como Shannon Rutherford
- Daniel Dae Kim como Jin Soon Kwon (créditos)
- Yunjin Kim como Sun Hwa Kwon
- Dominic Monaghan como Charlie Pace
- Harold Perrineau como Michael Dawson
- Emilie de Ravin como Claire  Littleton
- Ian Somerhalder como Boone Carlyle
- Malcolm David Kelley como Walter “Walt” Lloyd

### Invitados
- William Mapother como Dr Ethan  Rom
- Mira Furlan como Danielle Rosseau
- Andrea Gabriel como Noor “Nadia” Abed Jaseem

- Datos: Q1076737